# 국민돌격대

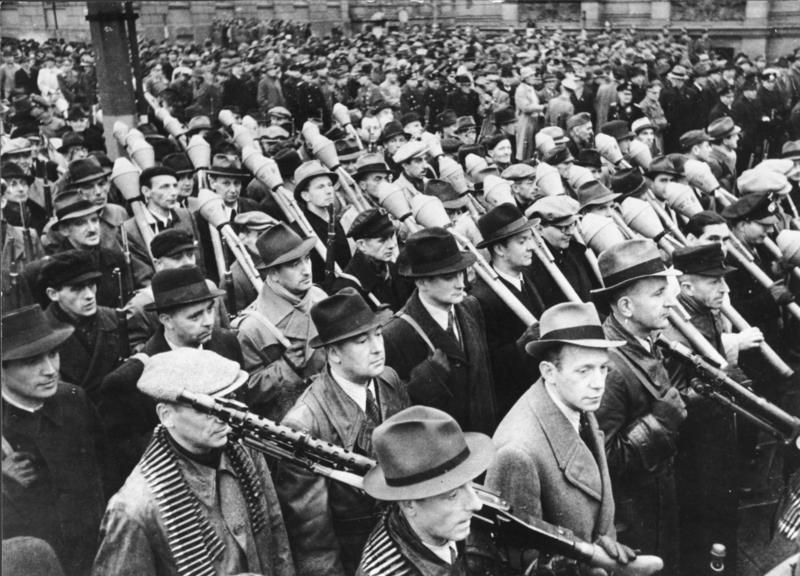
1944년 11월에 국민돌격대가 행진을 하고 있다.

국민돌격대(國民突擊隊, 독일어: Volkssturm 폴크스슈투름[ˈfɔlks.ʃtʊɐ̯m][*])는 독일에서 제2차 세계 대전 말기에 일어났던 민병대이자 국가에서 소집한 시민군이다. 1944년 10월 18일 아돌프 히틀러의 명령으로 조직되었다. 16세부터 60세까지의 독일을 위해 군복무를 한 적이 없었던 남성들로 편성되었다. 1945년 5월에 독일의 패전과 함께 항복하였다.

## 기원과 조직

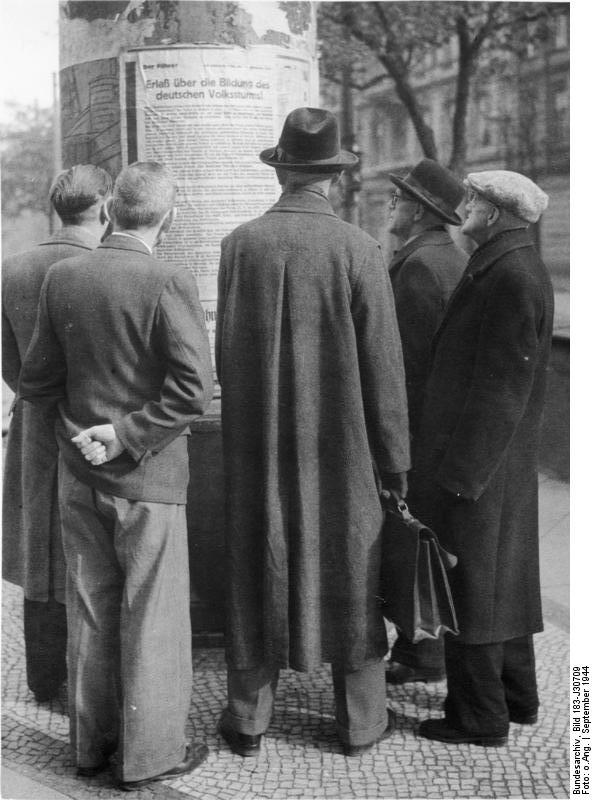
1944년 9월 당시 포스터

국민을 군대에 동원하자는 계획은 독일 동부 전력을 강화시키려는 목적으로 1944년 육군총사령부(Oberkommando des Heeres) 참모총장 하인츠 구데리안에게서 나왔다. 독일 국방군은 소련군의 진격을 막을 병력이 모자랐다. 그래서 건강, 직업 등 이유로 군복무하기에 적합하지 않다고 판정받았던 남자들도 징집했다. 국민돌격대는 약 1925년부터 문서상으로 존재했지만, 실제 부대로 된 것은 히틀러가 마르틴 보어만에게 남자 육백만 명을 모집하라는 명령을 내린 후였다. 그러나 의도했던 육백만 병력에 이르지는 못했다.
민병대의 효과를 높이기 위해 히틀러와 보어만은 인원수뿐만 아니라 열광적인 사기에도 신경을 썼다. 국민돌격대 계획을 세운 초창기에 병사들의 사기가 저하되면 전투력이 떨어진다는 것이 분명해졌다. 사기를 높이기 위해 나치 지역당이 국민돌격대를 직접 지휘했다. 군수와 훈련을 책임지는 보충대 사령관으로서 하인리히 힘러는 국민돌격대를 전국 조직으로 만들었다. 국민돌격대는 일반적으로 당의 관리를 받았지만, 군사 행동에 나설 때에는 국방군의 지휘를 받았다.
나치 지역당의 지도자인 관구장은 지휘, 입대자 관리, 지역 부대 조직을 책임졌다. 국민돌격대 중 가장 큰 부대 단위가 나치 지역당을 구성하는 작은 구역(Kreis) 단위에 대응했던 것으로 보인다. 기본 부대 단위는 남자 642명으로 조직된 대대였다.
- 지역 조직:
  - 매 Kreis마다 대대 하나 (독일의 Kreis는 미국의 County와 비슷한 지역 단위, 당시 독일은 920개 Kreis가 있었다.)
  - 매 Ortsgruppe마다 중대 하나 (Ortsgruppe는 미국의 선거구와 비슷하다.)
  - 매 Zelle마다 소대 하나 (Zelle는 미국의 Precinct와 비슷하다.)
  - 매 Block마다 분대 하나

부대는 히틀러 청소년단, 장애인, 노령자 등 군복무 부적합자들로 채워졌다. 예를 들어 독일, 라이베리아 혼혈 한스 위르겐 마사쿠이(Hans Jürgen Massaquoi)는 청소년단의 Jungvolk부와 국방군에 인종 사유로 거절 당했었다. 그러나 국민돌격대로부터는 입대 명령을 받았다.

## 복장과 계급장

완장

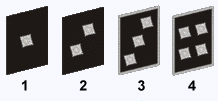
집단지도자(1), 대열지도자(2), 중대지도자(3), 대대지도자(4)

국민돌격대의 "복장"은 은(silver)으로 된 계급장을 옷깃에 달고 "Deutscher Volkssturm Wehrmacht"(독일 국민돌격대 국방군) 문구가 적힌 검정 완장을 차는 것뿐이었다. 계급장 문양은 나치 당의 유사 군사 조직의 것에서 유래했다.
| 국민돌격대 계급  | 번역         | 군 계급 대우 |
| ---------------- | ------------ | ------------ |
| Bataillonsführer | 대대지도자   | 소령 상당    |
| Kompanieführer   | 중대지도자   | 대위 상당    |
| Zugführer        | 대열지도자   | 소위 상당    |
| Gruppenführer    | 집단지도자   | 중사 상당    |
| Volkssturmmann   | 국민돌격대원 | 사병 상당    |

## 같이 보기
- 국민의용대